# Посадас Окампо, Хуан Хесус
Хуан Хесус Посадас Окампо (исп. Juan Jesús Posadas Ocampo; 10 ноября 1926, Тариморо, Мексика — 24 мая 1993, Гвадалахара, Мексика) — мексиканский кардинал. Епископ Тихуаны 21 марта 1970 по 28 декабря 1982. Епископ Куэрнаваки 28 декабря 1982 по 15 мая 1987. Архиепископ Гвадалахары с 15 мая 1987 по 24 мая 1993. Кардинал-священник с титулом церкви Ностра-Синьора-ди-Гвадалупе-э-Сан-Филиппо-Мартире-ин-Виа-Аурелия с 29 июня 1991.

## Гибель
Кардинал Посадас был убит 24 мая 1993 года во время перестрелки между членами двух наркокартелей в аэропорту Гвадалахары имени Мигеля Идальго-и-Костильи, куда кардинал прибыл, чтобы встретить папского нунция. Эксперты-криминалисты изъяли из тела кардинала 14 пуль. 
Официально утверждалось, что мексикано-американские убийцы-сикарио выполняли заказ для картеля Тихуаны и якобы приняли кардинала Посадаса за наркобарона Хоакина «Эль Чапо» Гусмана из конкурирующего картеля Синалоа. Однако продолжали поступать обвинения в том, что кардинал был убит мексиканскими властями, чтобы скрыть сговор между мексиканскими наркокартелями, торговцами людьми и высокопоставленными политиками за время 90-летнего правления Институционно-революционной партии.
В 2004 мексиканский суд приговорил восьмерых наркоторговцев к 40 годам заключения за их роль в убийстве прелата.